# Брео-Марс
Брео-Марс (фр. Bréau-Mars) — муніципалітет у Франції, у регіоні Окситанія, департамент Гар. Брео-Марс утворено 1 січня 2019 року шляхом злиття муніципалітетів Брео-е-Салагосс i Марс. Адміністративним центром муніципалітету є Брео-е-Салагосс. Населення — 666 осіб (01.01.2021).